# Джачвлиани, Иосиф
Иосиф Джачвлиани (груз. იოსებ (სოსო) ჯაჭვლიანი; 5 июня 1958, село Местиа, Грузинская ССР — 8 февраля 2024, Турция) — грузинский актёр, режиссёр, спортсмен и политик. Депутатом парламента Грузии 8-го созыва (2012—2016).

## Биография
Родился 5 июня 1958 года в селе Местиа в Верхней Сванетии, Грузинская ССР, рос в многодетной (шестеро братьев и сестёр) семье.
В 1978 году окончил Грузинский государственный институт физической культуры, а в 1991 году — факультет кинорежиссуры Грузинского государственного театрального института имени Шота Руставели. Российскому зрителю известен по фильму «Личный номер» (2004) и сериалу «Есенин».
Занимал пост директора Театрального университета имени Шота Руставели, возглавлял наблюдательный совет Грузинской киностудии.
Обладатель наград международных кинофестивалей.
Как президент возглавлял Федерацию армрестлинга Грузии, был чемпионом мира и Европы по армрестлингу. Планировал сам провести чемпионат мира по армрестлингу, получил гарантийное письмо от премьер-министра Грузии Георгия Квирикашвили, потратил деньги, заказал медали, но провести чемпионат не удалось, что доставило Джачвлиани много тяжёлых нервных переживаний. Джачвлиани был хорошим организатором, так в 2010 году на высоком уровне он провёл конкурс «Мисс Спорт Грузия».
В 2012—2016 годах — депутат Парламента Грузии 8-го созыва (Тбилисский Глданский мажоритарный округ), избирательный блок: «Бидзина Иванишвили — Грузинская мечта», был членом Комитета по обороне и безопасности и заместителем председателя Комитета по делам спорта и молодежи. В своей фракции занимал пост заместителя председателя, однако 26 октября 2020 года заявил о выходе из партии:

«С этого момента я больше не являюсь членом „Грузинской мечты“, я никогда не буду членом этой зондеркоманды, да поможет вам Бог в мире, и этот режим должен уйти»
Оригинальный текст (груз.)ამ წუთიდან მე ქართული ოცნების წევრი აღარ ვარ, იმ ზონდერ ბრიგადის წევრი მე ვერასოდეს ვერ ვიქნები, ღმერთმა მშვიდობაში მოგახმაროთ და ეს რეჟიმი უნდა წავიდეს
Джачвлиани выражал недовольство невыполнением обещаний, данных представителями партии во время предвыборной кампании в 2012 году. По его мнению, за его высказываниями последовало преследование его и членов его семьи партийным руководством. Кроме того, на заседании федерации армрестлинга 17 октября 2020 года, по мнению Джачвлиани, был осуществлён «акт устрашения», когда прибывшие на заседание тренеры, армрестлеры и вице-президент федерации Реваз Лутидзе потребовали от него покинуть свой пост, обвинив его в хищении средств федерации. Премьер-министр Грузии, Георгий Гахария, назвал эзаявление Джачвлиани эмоциональным и отказался от комментариев по этому и другим заявлениям, какие бы претензии он ни высказывал.
Последние годы жизни боролся с тяжёлой продолжительной болезнью, прошёл курс химиотерапии.
Умер 8 февраля 2024 года в Турции, где проходил лечение. Гражданская панихида прошла в соборе Кашвети. Похоронен на Сабурталинском кладбище в Тбилиси.

## Фильмография

### Кинорежиссёр
- 2010 «Давай насос» реж. С Георгием Качаравасом
- 2007 «Свани» реж. С Бадри Джачвлиани
- 2006 «Маньяки? Фанатики?» реж. С Бадри Джачвлиани
- 2003 «Моя первая любовь»

### Сценарист
- 2010 «Давай насос» режиссеры Сосо Джачвлиани, Георгий Качарава
- 2007 «Лебедь» режиссеры Сосо Джачвлиани, Бадри Джачвлиани
- 2006 «Маньяки? Фанатики?» Режиссеры Сосо Джачвлиани, Бадри Джачвлиани
- 2003 «Моя первая любовь» реж. Сосо Джачвлиани

### Кинопродюсер
- 2007 «Лебедь» режиссеры Сосо Джачвлиани, Бадри Джачвлиани
- 2006 «Маньяки? Фанатики?» Режиссеры Сосо Джачвлиани, Бадри Джачвлиани

### Актёр
- 2010 «Давай насос», режиссеры Сосо Джачвлиани, Георгий Качарава
- 2007 «Лебедь», режиссеры Сосо Джачвлиани, Бадри Джачвлиани (Гвенья Рекчиани)
- 2005 «Рождественский подарок», реж. Нана Джанелидзе
- 1996 «1001 рецепт для любителя кулинарии», реж. Нана Джорджадзе
- 1992 «Бессонное солнце», реж. Темур Баблуани
- 1991 «Ласточки и воробьи», реж. Давид Урушадзе
- 1990 «Белые празднества» (Росто), реж. Григорий (Гига) Лорхипанидзе
- 1988 Операция «Страна чудес», реж. Отар Коберидзе
- 1987 «Корни» (Георг в молодости), реж. Караман (Гугули) Мгеладзе
- 1986 «Бабушка для всех», реж. Нана Двалишвили
- 1986 «Шесть снежных дней», реж. Юрий Квачадзе
- 1986 «Ступень» (друг Марики), реж. Александр Рехвиашвили
- 1983 «Желтая птица», реж. Амиран Дарсавелидзе
- 1983 «Бандит с кирпичного завода», реж. Георгий (Гия) Матарадзе
- 1983 «Волшебная ночь» (Ибрух), реж. Темур Палавандишвили
- 1982 «Три короля», (реж. Элгуджа Жгенти
- 1982 «Дмитрий II», реж. Рамаз (Буба) Хотивари
- 1982 «Шатёр Мудрости», реж. Отар Коберидзе
- 1981 «Брат», реж. Темур Баблуани
- 1979 «Жди Альянса», (Автандили) реж. Отар Коберидзе
- 1977 «Вознесение», реж. Нодар Манагадзе
- 1977 «Младшая сестра», (Каха Гавашели) реж. Заал Какабадзе
- 1976 «Древо желания» (Гедиа), реж. Тенгиз Абуладзе
- 1975 «Кавказский романс», (Элберди) режиссеры Реваз (Резо) Габриадзе, Амиран Дарсавелидзе

## Спортивные достижения

### Армрестлинг
- София, Болгария Чемпионат Европы 2018 — 3 место
- София, Болгария Чемпионат Европы 2018 — 1 место
- Спрингфилд, США Чемпионат мира 2002 100 кг — 3 место
- Спрингфилд, США, чемпионат мира 2002 г., 100 кг — 2-е место
- Каир, Египет, Чемпионат мира 1998 г., 100 кг — 1 место